# ألف اولسن
خطأ لوا في mw.text.lua على السطر 25: bad argument #1 to 'match' (string expected, got nil).
ألف اولسن (بالدنماركية: Alf Olsen)‏ (3 سبتمبر 1893 بفريدريكسبرغ في الدنمارك - 18 أغسطس 1976 بفريدريكسبرغ في الدنمارك) هو لاعب كرة قدم دانمركي في مركز الهجوم، شارك في الألعاب الأولمبية الصيفية 1920. وشارك مع منتخب الدنمارك لكرة القدم. أما مع النوادي، فقد لعب مع كوبنهاغن بولدكلوب ونادي فريماد أماغر وBoldklubben af 1893 ‏.

## وصلات خارجية
- ألف اولسن على موقع قاعدة بيانات كرة القدم.إي يو (الإنجليزية)
- ألف اولسن على موقع ناشيونال فوتبول تيمز (الإنجليزية)
- ألف اولسن على موقع اللجنة الأولمبية الدولية (الإنجليزية)
- ألف اولسن على موقع أوليمبيديا (الإنجليزية)